# Józef Marceli Dzięcielski
Józef Marceli Dzięcielski  herbu Jastrzębiec (ur. w 1768, zm. w 1839) – biskup rzymskokatolicki, biskup pomocniczy kujawski w latach 1819–1825, biskup diecezjalny lubelski w latach 1825–1839, od 1827 senator Królestwa Polskiego.
W 1826 był proboszczem włocławskiej kapituły katedralnej. Przeniósł katedrę wraz z kapitułą z Krasnegostawu do Lublina. W 1828 był członkiem Sądu Sejmowego mającego osądzić osoby oskarżone o zdradę stanu.
Jako senator 25 stycznia 1831 podpisał akt detronizacji Mikołaja I Romanowa.
W 1829 został kawalerem Orderu Świętego Stanisława I klasy.